# Avonhead (North Lanarkshire)

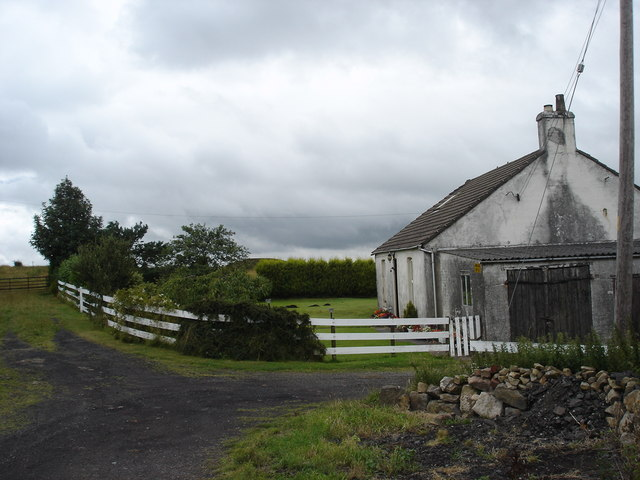
Cottage in Avonhead

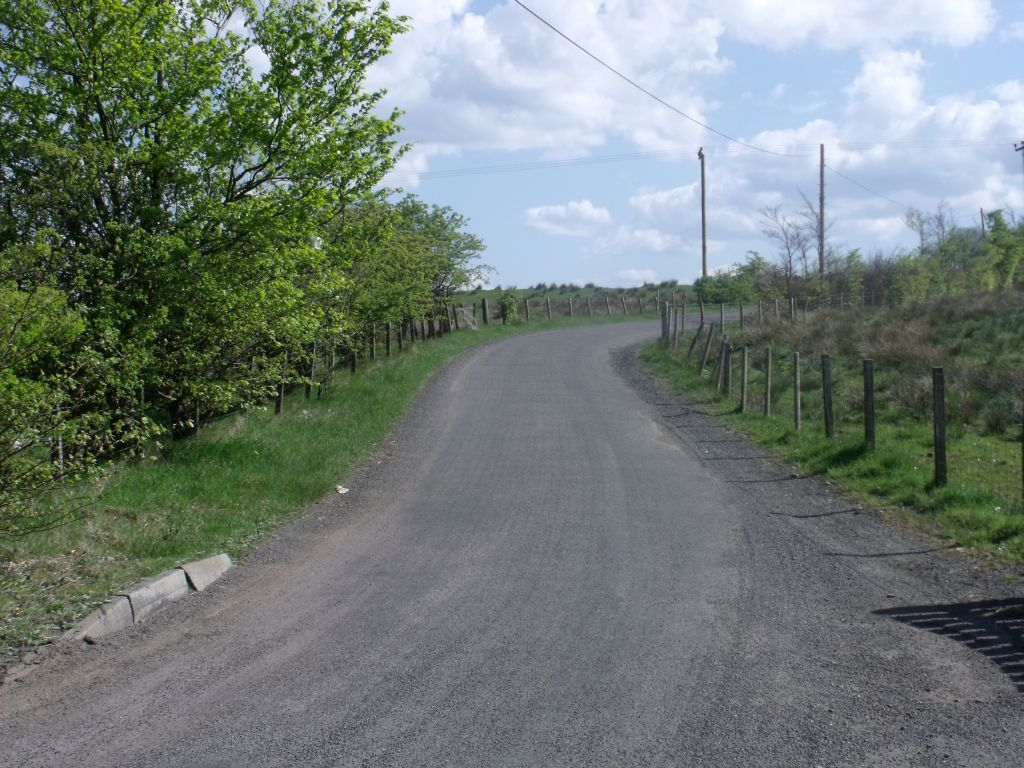
Straße nach Avonhead

Avonhead ist eine kleine Ortschaft, die östlich von Glasgow in der Region North Lanarkshire in Schottland liegt.

## Geographie
Avonhead liegt in den Central Lowlands in einer flachwelligen Gegend. Nach Greengairs sind es etwa zwei Kilometer im Nordwesten und, etwa gleich weit, nach Longriggend im Osten sowie zweieinhalb Kilometer nach Caldercruix im Südosten. Die Quelle des Avon, auf den sich der Name des Ortes bezieht, liegt in diesem Bereich.

## Historisches
Im Rahmen der historischen Gliederung Schottlands in Civil Parishes zählt Avonhead zu New Monkland, das zu Lanarkshire gehörte. Die südlich des Ortes gelegene Zeche Avonhead Colliery ist 2001 als Scheduled Monument ausgewiesen worden.

## Wirtschaft
Wirtschaftlich von Bedeutung war in Avonhead der Abbau von Kohle. Zunächst betrieben in Bergwerken im Untergrund, kam es später zu einem ausgiebigen Tagebau. Letztlich fiel diesem der Ort, in dem es auch eine Schule gegeben hatte, zum Opfer.